# Eurotunnel Le Shuttle

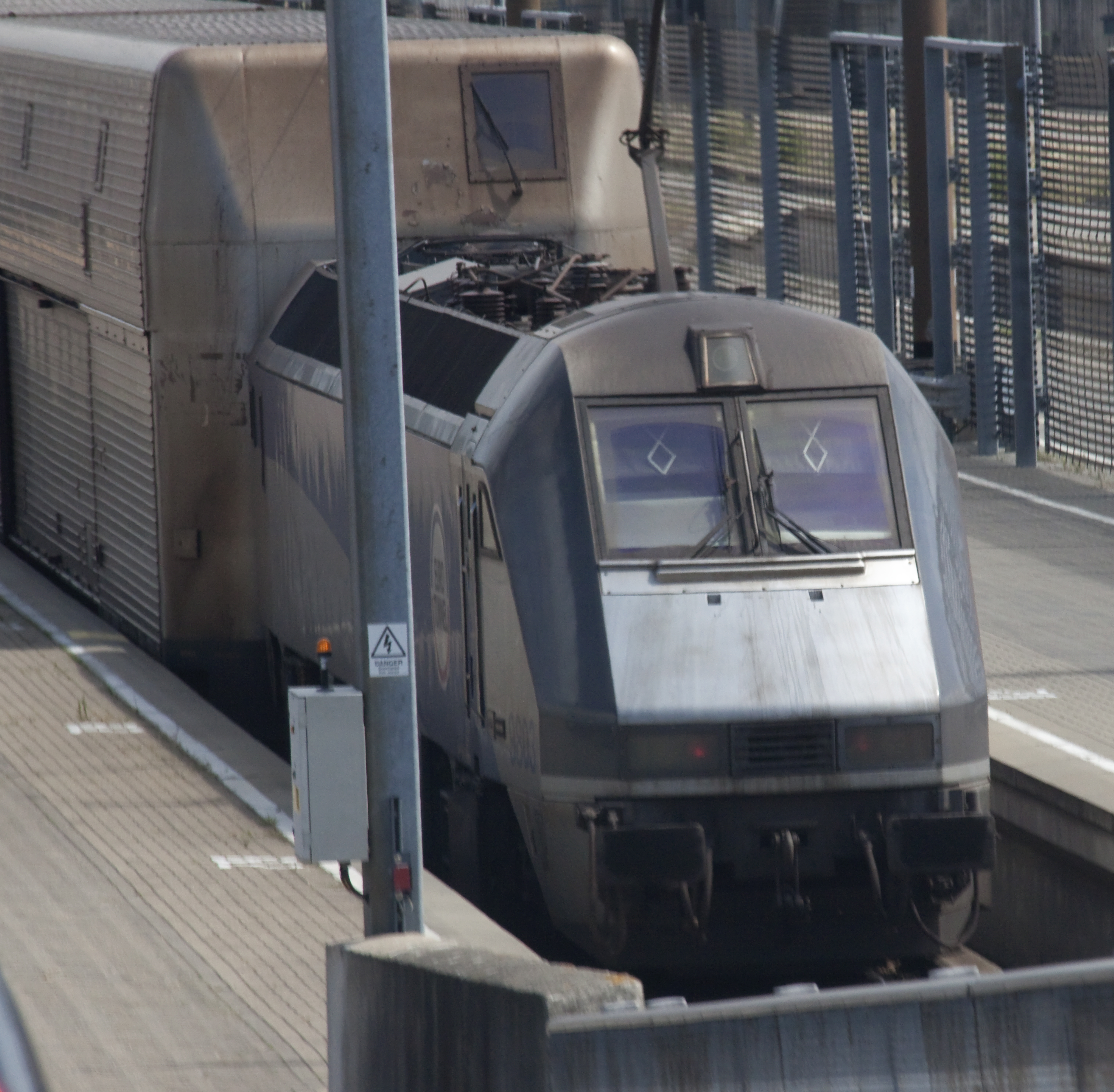
Eurotunnel-Shuttle im Bahnhof Folkestone

Als Eurotunnel Le Shuttle wird ein Autozug bezeichnet, der Autos, Busse und Motorräder zwischen Coquelles bei Calais und Folkestone durch den Eurotunnel transportiert. Eisenbahnverkehrsunternehmen des Zuges ist der Eurotunnel-Betreiber Getlink.
Für den Transport von Lastkraftwagen gibt es andere Züge, die „Freight shuttle trains“. Die Fahrzeuge werden dort auf halboffenen Wagen transportiert, während die Fahrer in separaten Reisezugwagen reisen.

## Beschreibung
Der Zug besteht aus zwei Eurotunnel-Class-9-Triebköpfen und dazwischengereihten ein- und zweistöckigen geschlossenen Autoreisezugwagen. Insgesamt stehen dem Eurotunnel-Shuttle 57 dieser sechsachsigen 5,6 MW bzw. 7 MW starken Elektrolokomotiven zur Verfügung. Je nach Tageszeit befahren bis zu vier Züge pro Stunde die Strecke.

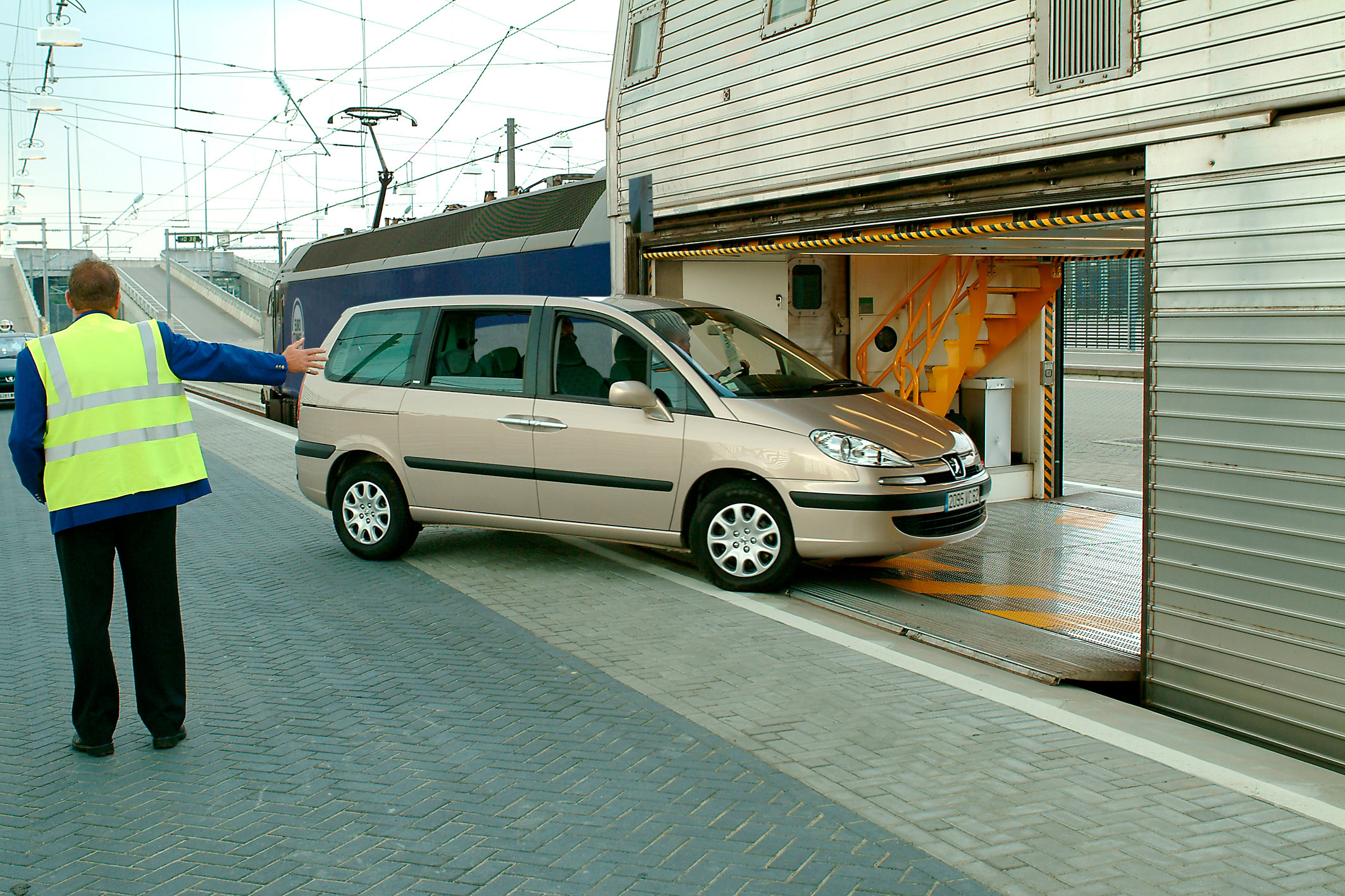
Beladung eines Wagens in Coquelles

Es gibt keine eigenen Personenwagen, die Passagiere bleiben in oder bei ihrem Fahrzeug. Aus diesem Grund ist der Zug auch mit Toiletten in jedem dritten Wagen ausgestattet. Die reine Fahrzeit beträgt 35 Minuten, die gesamte Überfahrt (Autobahnausfahrt Calais–Autobahneinfahrt Folkestone) benötigt etwa 90 Minuten. Der Shuttle ist damit seit der Ausmusterung der Hovercrafts zwischen Calais und Dover im Jahr 2000 die schnellste Verbindung mit dem Auto zur Insel.

## Abmessungen
Das Lichtraumprofil der Züge ist 5,60 m hoch und 4,10 m breit. Dies ist deutlich breiter als das in Europa übliche Profil mit einer maximalen Höhe von 4,65 m und einer maximalen Breite von 3,15 m. Aus diesem Grund können die Fahrzeuge lediglich zwischen den beiden Tunnelendbahnhöfen pendeln. An diesen ist jeweils eine Wendeschleife installiert. Die Schleife auf englischer Seite wird dabei stets im Uhrzeigersinn befahren, und die auf französischer Seite gegen den Uhrzeigersinn, damit stets sowohl Rechts- als auch Linkskurven gefahren werden und die Abnutzung der linken und rechten Räder am Shuttle gleich bleibt.

## Sicherheit

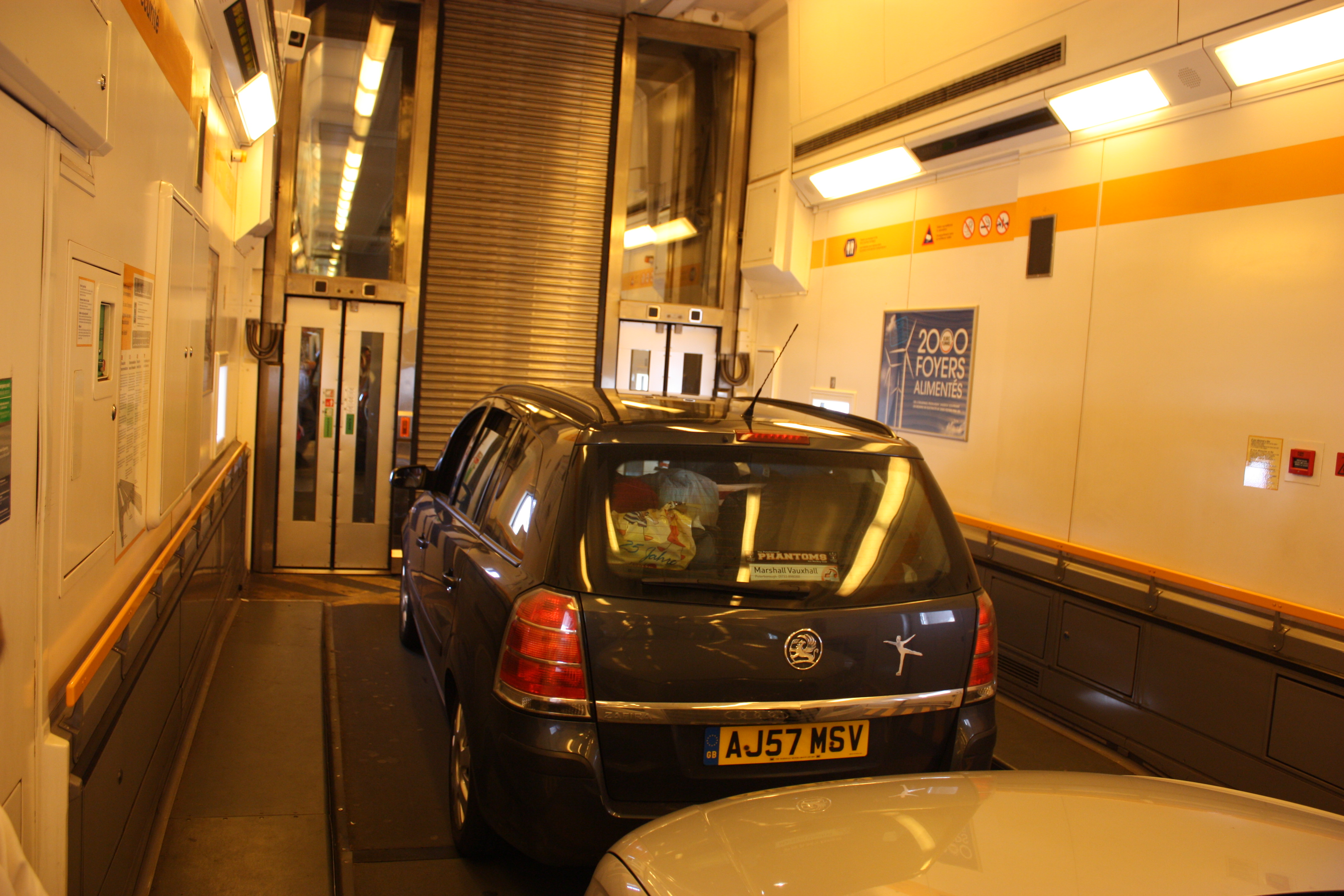
Innenraum eines Wagens

Die Sicherheitsbestimmungen des Eurotunnels besagen, dass alle Personenzüge (also das Shuttle und der Eurostar) an beiden Enden Lokomotiven haben müssen. Diese müssen beide besetzt sein, so dass der Zug im Falle eines Notfalls schnell umkehren kann. Ebenso reist Sicherheitspersonal mit den Zügen.
Die Wagen sind mit feuerfesten Türen verschlossen und druckdicht. Zwischen den Wagen existieren kleine Türen für die Passagiere. Diese schließen sich nach dem Passieren automatisch.